# Ernie Pyle
Ernest Taylor „Ernie” Pyle (ur. 3 sierpnia 1900 k. Dany, zm. 18 kwietnia 1945 na wyspie Ie Shima w prefekturze Okinawy) – amerykański dziennikarz, korespondent wojenny okresu II wojny światowej, laureat Nagrody Pulitzera w 1944.

## Życiorys
Ernie Pyle urodził się na farmie niedaleko miejscowości Dana w stanie Indiana, jako jedyne dziecko Williama i Marii Taylor, tam też spędził dzieciństwo. W październiku 1918 wstąpił jako ochotnik do rezerwy US Navy, gdzie służył przez kilka miesięcy, osiągając stopień mata. W 1919 rozpoczął studia dziennikarskie na Indiana University. Pisał artykuły do studenckiej gazety „Indiana Daily Student”, a w 1922 roku został redaktorem naczelnym tego dziennika. Studiów jednak nie ukończył ukończył. Odszedł z uczelni na jeden semestr przed terminem uzyskania dyplomu, podejmując pracę reportera gazety „Herald Angus” w La Porte. Wkrótce przeniósł się na Wschodnie Wybrzeże, znajdując zatrudnienie w „Washington Daily News”.
7 lipca 1925 ożenił się z Geraldine „Jerry” Siebolds, a rok później wyruszył z nią w podróż po Stanach Zjednoczonych. W czasie dziesięciu tygodni przejechali Fordem T (roadsterem) ponad 9000 mil, trzynaście razy zmieniając opony. W 1928 rozpoczął w „Washington Daily News” prowadzenie pierwszej w kraju stałej rubryki poświęconej lotnictwu, którą redagował przez osiem kolejnych lat. W 1932 objął stanowisko sekretarza redakcji, pozostając na nim przez trzy kolejne lata.
W 1935, w ramach rekonwalescencji po przebytej ciężkiej grypie, wyjechał z żoną w kolejną podróż, tym razem do Teksasu, Nowego Meksyku, Kalifornii i Meksyku. Po powrocie opisał swoje wrażenia w serii jedenastu reportaży, pisanych swobodnym, familiarnym językiem. Ukazały się pomiędzy 2 a 13 kwietnia 1935 i przyniosły mu sporą popularność, co skłoniło go do kolejnych reporterskich podróży. Towarzyszyła mu w nich żona, opisywana w reportażach jako „dziewczyna, która podróżuje ze mną” (the girl who travels with me).
Relacje z wypraw stały się stałą pozycją czasopism wydawanych przez koncern Scripps Howard, właściciela m.in. „Washington Daily News”. Dzięki nim Ernie Pyle zyskał miano reportera wędrownego. Okrążył Stany Zjednoczone 35 razy, zużył trzy maszyny do pisania i trzy samochody. Blisko 200 gazet drukowało reportaże z jego podróży. W 1947 roku niektóre z tekstów zostały opublikowane pod wspólnym tytułem „Home Country”.
Jesienią 1940 wyjechał jako korespondent do bombardowanego Londynu. Po przystąpieniu Stanów Zjednoczonych do działań wojennych towarzyszył wojskom amerykańskim na froncie północnoafrykańskim podczas operacji „Torch”.  Relacjonował również działania na froncie europejskim (był m.in. świadkiem desantu pod Anzio oraz w Normandii). Reportaże, pisane charakterystycznym językiem, najczęściej z punktu widzenia prostego żołnierza, stały się bardzo popularne, a Pyle osobą znaną. Jeden z nich, The Death of Captain Waskow, opowiadający o śmierci oficera Henry’ego T. Waskowa 14 grudnia 1943 na froncie włoskim, stał się podstawą scenariusza filmu The Story of G.I. Joe z 1945, z Burgessem Meredithem i Robertem Mitchumem w rolach głównych. W 1944 Pyle za swoje korespondencje otrzymał Nagrodę Pulitzera.
Pobyt na froncie stał się przyczyną rozpadu jego małżeństwa. Rozwiódł się z Jerry w kwietniu 1942, by w marcu następnego roku ponownie ją poślubić, tym razem per procura, gdyż przebywał wówczas na froncie w Afryce. Przeżyte niebezpieczeństwa spowodowały u niego rozwój nerwicy i konieczność hospitalizacji we wrześniu 1944. Po opuszczeniu szpitala udał się na kolejny front – na Pacyfik. Uczestniczył w desancie na Okinawę. Zginął od ognia japońskiego karabinu maszynowego 18 kwietnia 1945, na małej wyspie Ie Shima, niedaleko Okinawy. Został pochowany w zbiorowym żołnierskim grobie, następnie jego zwłoki zostały przeniesione na cmentarz na Okinawie, a ostatecznie spoczął na National Memorial Cemetery of the Pacific w Honolulu.
Większość spuścizny zawodowej Erniego Pyle'a znajduje się w posiadaniu Indiana University. Jego przedwojenne reportaże zostały opublikowane w zbiorze Home Country (1947), zaś dorobek wojenny w czterech zbiorach: Ernie Pyle in England (1941), Here Is Your War (1943), Brave Men (1944) oraz Last Chapter (1946). Rozmaite kompilacje jego twórczości były wydawane również w późniejszych latach. Jego dom rodzinny w Danie został zachowany jako Ernie Pyle State Historic Site. W miejscu śmierci na le Shimie (obecnie lejima) znajduje się jego pomnik.